# Championnat d'Asie et d'Océanie de volley-ball masculin 2003
Navigation
Édition précédente Édition suivante
Le Championnat d'Asie et d'Océanie de volley-ball masculin 2003  est la douzième édition de cette compétition organisée par l'AVC opposant quinze équipes nationales des continents asiatique et océanien. Elle se dispute à Tianjin, en Chine du 5 septembreau 12 septembre 2003 et est remportée par la Corée du Sud.

## Équipes présentes
| - Thaïlande - Iran - Australie - Arabie saoudite - Inde - Nouvelle-Zélande - Corée du Sud - Japon | - Émirats arabes unis - Chine - Taïwan - Pakistan - Qatar - Kazakhstan - Bahreïn |

## Poules
| Poule A                          | Poule B                             | Poule C                                       | Poule D                           |
| -------------------------------- | ----------------------------------- | --------------------------------------------- | --------------------------------- |
| Chine Arabie saoudite Kazakhstan | Corée du Sud Inde Bahreïn Thaïlande | Australie Taïwan Émirats arabes unis Pakistan | Japon Iran Qatar Nouvelle-Zélande |

### Poule A

#### Classement
| # | Équipe          | Pts | J | G | P | Sp | Sc | Ratio | Pp  | Pc  | Ratio |
| - | --------------- | --- | - | - | - | -- | -- | ----- | --- | --- | ----- |
| 1 | Chine           | 4   | 2 | 2 | 0 | 6  | 1  | 6     | 151 | 108 | 1.398 |
| 2 | Kazakhstan      | 3   | 2 | 1 | 1 | 3  | 4  | 0.75  | 58  | 76  | 0.763 |
| 3 | Arabie saoudite | 2   | 2 | 0 | 2 | 1  | 6  | 0.167 | 76  | 58  | 1.31  |

### Poule B

#### Classement
| # | Équipe       | Pts | J | G | P | Sp | Sc | Ratio | Pp  | Pc  | Ratio |
| - | ------------ | --- | - | - | - | -- | -- | ----- | --- | --- | ----- |
| 1 | Inde         | 6   | 3 | 3 | 0 | 9  | 4  | 2.25  | 302 | 268 | 1.127 |
| 2 | Corée du Sud | 5   | 3 | 2 | 1 | 8  | 3  | 2.667 | 259 | 203 | 1.276 |
| 3 | Thaïlande    | 4   | 3 | 1 | 2 | 4  | 7  | 0.571 | 231 | 250 | 0.924 |
| 4 | Bahreïn      | 3   | 3 | 0 | 3 | 2  | 9  | 0.222 | 202 | 273 | 0.74  |

### Poule C

#### Classement
| # | Équipe              | Pts | J | G | P | Sp | Sc | Ratio | Pp  | Pc  | Ratio |
| - | ------------------- | --- | - | - | - | -- | -- | ----- | --- | --- | ----- |
| 1 | Australie           | 6   | 3 | 3 | 0 | 9  | 4  | 2.25  | 284 | 266 | 1.068 |
| 2 | Pakistan            | 5   | 3 | 2 | 1 | 8  | 5  | 1.6   | 199 | 214 | 0.93  |
| 3 | Taïwan              | 4   | 3 | 1 | 2 | 7  | 6  | 1.167 | 218 | 208 | 1.048 |
| 4 | Émirats arabes unis | 3   | 3 | 0 | 3 | 0  | 9  | 0     | 62  | 75  | 0.827 |

### Poule D

#### Classement
| # | Équipe           | Pts | J | G | P | Sp | Sc | Ratio | Pp  | Pc  | Ratio |
| - | ---------------- | --- | - | - | - | -- | -- | ----- | --- | --- | ----- |
| 1 | Iran             | 6   | 3 | 3 | 0 | 9  | 2  | 4.5   | 270 | 214 | 1.262 |
| 2 | Japon            | 5   | 3 | 2 | 1 | 7  | 3  | 2.333 | 231 | 207 | 1.116 |
| 3 | Qatar            | 4   | 3 | 1 | 2 | 3  | 8  | 0.375 | 226 | 252 | 0.897 |
| 4 | Nouvelle-Zélande | 3   | 3 | 0 | 3 | 3  | 9  | 0.333 | 226 | 280 | 0.807 |

## Deuxième tour
Lors du deuxième tour, pour les places 9 à 17 chaque équipe est placée dans une poule de 4 avec une autre équipe déjà présente dans sa poule ainsi que 2 autres équipes d'une même poule. Toutes les équipes conservent les points acquis lors des confrontations directes.
Pour les places 1 à 8, la première équipe des poules A et C sont placées dans la poule E avec l'Indonésie et la Chine ; et la première équipe des poules B et D sont placées dans la poule F avec le Japon et la Corée du Sud.

### Classement 9-15

#### Composition des groupes
| Poule G                                    | Poule H                                  |
| ------------------------------------------ | ---------------------------------------- |
| Taïwan Arabie saoudite Émirats arabes unis | Thaïlande Qatar Bahreïn Nouvelle-Zélande |

#### Poule G
| # | Équipe              | Pts | J | G | P | Sp | Sc | Ratio | Pp  | Pc  | Ratio |
| - | ------------------- | --- | - | - | - | -- | -- | ----- | --- | --- | ----- |
| 1 | Taïwan              | 4   | 2 | 2 | 0 | 6  | 1  | 6     | 97  | 83  | 1.169 |
| 2 | Arabie saoudite     | 3   | 2 | 1 | 1 | 4  | 4  | 1     | 180 | 174 | 1.034 |
| 3 | Émirats arabes unis | 2   | 2 | 0 | 2 | 1  | 6  | 0.167 | 77  | 97  | 0.794 |

#### Classement
| # | Équipe           | Pts | J | G | P | Sp | Sc | Ratio | Pp  | Pc  | Ratio |
| - | ---------------- | --- | - | - | - | -- | -- | ----- | --- | --- | ----- |
| 1 | Thaïlande        | 6   | 3 | 3 | 0 | 9  | 3  | 3     | 281 | 214 | 1.313 |
| 2 | Qatar            | 5   | 3 | 2 | 1 | 8  | 6  | 1.333 | 301 | 300 | 1.003 |
| 3 | Bahreïn          | 4   | 3 | 1 | 2 | 5  | 6  | 0.833 | 246 | 260 | 0.946 |
| 4 | Nouvelle-Zélande | 3   | 3 | 0 | 3 | 2  | 9  | 0.222 | 204 | 258 | 0.791 |

### Classement 1-8

#### Composition des groupes
| Poule E                             | Poule F                      |
| ----------------------------------- | ---------------------------- |
| Chine Australie Kazakhstan Pakistan | Inde Iran Corée du Sud Japon |

#### Poule E
| # | Équipe     | Pts | J | G | P | Sp | Sc | Ratio | Pp  | Pc  | Ratio |
| - | ---------- | --- | - | - | - | -- | -- | ----- | --- | --- | ----- |
| 1 | Chine      | 6   | 3 | 3 | 0 | 9  | 0  | MAX   | 230 | 175 | 1.314 |
| 2 | Australie  | 5   | 3 | 2 | 1 | 6  | 7  | 0.857 | 266 | 268 | 0.993 |
| 3 | Pakistan   | 4   | 3 | 1 | 2 | 5  | 6  | 0.833 | 231 | 242 | 0.955 |
| 4 | Kazakhstan | 3   | 3 | 0 | 3 | 2  | 9  | 0.222 | 214 | 256 | 0.836 |

#### Poule F
| # | Équipe       | Pts | J | G | P | Sp | Sc | Ratio | Pp  | Pc  | Ratio |
| - | ------------ | --- | - | - | - | -- | -- | ----- | --- | --- | ----- |
| 1 | Corée du Sud | 5   | 3 | 2 | 1 | 8  | 4  | 2     | 305 | 279 | 1.093 |
| 2 | Iran         | 5   | 3 | 2 | 1 | 6  | 6  | 1     | 273 | 277 | 0.986 |
| 3 | Inde         | 4   | 3 | 1 | 2 | 6  | 8  | 0.75  | 308 | 314 | 0.981 |
| 4 | Japon        | 1   | 3 | 1 | 2 | 5  | 7  | 0.714 | 280 | 296 | 0.946 |

## Phase finale
Les équipes classées 3e du groupe G et les équipes 3e et 4e du groupe H sont reversées dans le Groupe 13-15 pour les places 13 à 15. Les équipes classées 1re et 2de des groupes G et H sont reversées dans le Groupe 9-12 pour les places 9 à 12.
Les équipes 3e et 4e des groupes E et F sont reversées dans le Groupe 5-8 pour les places 5 à 8. Les équipes classées 1re et 2de des groupes E et F sont reversées dans le Groupe 1-4 pour les places 1 à 4.
Les équipes conservent les points acquis lors des confrontations directes avec les équipes du même groupe de la phase finale.

### Classement 13-15
| #  | Équipe              | Pts | J | G | P | Sp | Sc | Ratio | Pp  | Pc  | Ratio |
| -- | ------------------- | --- | - | - | - | -- | -- | ----- | --- | --- | ----- |
| 13 | Bahreïn             | 4   | 2 | 2 | 0 | 6  | 0  | MAX   | 154 | 129 | 1.194 |
| 14 | Nouvelle-Zélande    | 3   | 2 | 1 | 1 | 3  | 4  | 0.75  | 157 | 166 | 0.946 |
| 15 | Émirats arabes unis | 2   | 2 | 0 | 2 | 1  | 6  | 0.167 | 159 | 175 | 0.909 |

### Classement 9-12
| #  | Équipe          | Pts | J | G | P | Sp | Sc | Ratio | Pp  | Pc  | Ratio |
| -- | --------------- | --- | - | - | - | -- | -- | ----- | --- | --- | ----- |
| 9  | Taïwan          | 6   | 3 | 3 | 0 | 9  | 1  | 9     | 247 | 196 | 1.26  |
| 10 | Thaïlande       | 5   | 3 | 2 | 1 | 6  | 6  | 1     | 262 | 252 | 1.04  |
| 11 | Qatar           | 4   | 3 | 1 | 2 | 5  | 6  | 0.833 | 228 | 252 | 0.905 |
| 12 | Arabie saoudite | 3   | 3 | 0 | 3 | 2  | 9  | 0.222 | 237 | 274 | 0.865 |

### Classement 5-8
| # | Équipe     | Pts | J | G | P | Sp | Sc | Ratio | Pp  | Pc  | Ratio |
| - | ---------- | --- | - | - | - | -- | -- | ----- | --- | --- | ----- |
| 5 | Inde       | 5   | 3 | 2 | 1 | 7  | 3  | 2.333 | 241 | 220 | 1.095 |
| 6 | Japon      | 5   | 3 | 2 | 1 | 7  | 4  | 1.75  | 261 | 235 | 1.111 |
| 7 | Pakistan   | 5   | 3 | 2 | 1 | 6  | 4  | 1.5   | 223 | 222 | 1.005 |
| 8 | Kazakhstan | 3   | 3 | 0 | 3 | 0  | 9  | 0     | 179 | 227 | 0.789 |

### Classement 1-4
| # | Équipe       | Pts | J | G | P | Sp | Sc | Ratio | Pp  | Pc  | Ratio |
| - | ------------ | --- | - | - | - | -- | -- | ----- | --- | --- | ----- |
| 1 | Corée du Sud | 6   | 3 | 3 | 0 | 9  | 3  | 3     | 288 | 257 | 1.121 |
| 2 | Chine        | 5   | 3 | 2 | 1 | 8  | 4  | 2     | 273 | 242 | 1.128 |
| 3 | Iran         | 4   | 3 | 1 | 2 | 4  | 8  | 0.5   | 250 | 282 | 0.887 |
| 4 | Australie    | 3   | 3 | 0 | 3 | 3  | 9  | 0.333 | 243 | 273 | 0.89  |

## Classement final
| Place              | Équipe              |
| ------------------ | ------------------- |
| Médaille d'or      | Corée du Sud        |
| Médaille d'argent  | Chine               |
| Médaille de bronze | Iran                |
| 4                  | Australie           |
| 5                  | Inde                |
| 6                  | Pakistan            |
| 7                  | Japon               |
| 8                  | Kazakhstan          |
| 9                  | Taïwan              |
| 10                 | Thaïlande           |
| 11                 | Qatar               |
| 12                 | Arabie saoudite     |
| 13                 | Bahreïn             |
| 14                 | Nouvelle-Zélande    |
| 15                 | Émirats arabes unis |

## Distinctions individuelles
- MVP : Yejju Subba Rao
- Meilleur marqueur : Daniel Howard
- Meilleur attaquant : Yejju Subba Rao
- Meilleur contreur : Yejju Subba Rao
- Meilleur serveur : Zheng Liang
- Meilleur passeur : Wang Hebing
- Meilleur défenseur : Yeo Oh-Hyun
- Meilleur réceptionneur : Suk Jin-Wook